# 강현숙
강현숙(姜賢淑, 1967년 3월 16일 ~ )은 대한민국의 제8대 경기도 성남시의원이다.

## 학력
- 춘성여자고등학교 졸업

## 경력
- 양지초등학교 운영위원회 위원장
- 성남시 학교급식지원 심의위원회 위원
- 성남시 양지동 주민자치위원회 부위원장
- 성남시 수돗물 평가위원회 위원
- 성남시 수정구 어머니 자율방범연합회 회장
- 성남시 자율방범협의회 회장
- 더불어민주당 경기도당 성남시 수정구 지역위원회 여성위원회 부위원장
- 더불어민주당 교육특별위원회 부위원장
- 2020.04 ~ 2022.06 제8대 경기도 성남시의회 의원
- 2020.04 ~ 2020.07 제8대 경기도 성남시의회 전반기 문화복지위원회 위원
- 2020.04 ~ 2020.07 제8대 경기도 성남시의회 전반기 예산결산특별위원회 위원
- 2020.07 ~ 2022.06 제8대 경기도 성남시의회 후반기 도시건설위원회 위원

## 역대 선거 결과
| 실시년도 | 선거        | 대수 | 직책   | 선거구                  | 정당         | 득표수    | 득표율          | 순위 | 당락 | 비고           |
| -------- | ----------- | ---- | ------ | ----------------------- | ------------ | --------- | --------------- | ---- | ---- | -------------- |
| 2020년   | 4·15 재보선 | 8대  | 시의원 | 경기 성남시 (라 선거구) | 더불어민주당 | 31,283 표 | \| \| 72.11% \| | 1위  |      | 초선, 민선 7기 |
|          | 72.11%      |      |        |                         |              |           |                 |      |      |                |